# Carlos Torrent
Carlos Torrent Tarrés (Sarriá de Ter, 29 de agosto de 1974) é um desportista espanhol que competiu no ciclismo nas modalidades de pista, especialista nas provas de perseguição, e rota.
Participou nos Jogos Olímpicos de Verão de 2004, obtendo uma medalha de bronze na prova de perseguição por equipas (junto com Carlos Castaño, Sergi Escobar e Asier Maeztu).
Ganhou uma medalha de bronze no Campeonato Mundial de Ciclismo em Pista de 2004.

## Medalheiro internacional
| Jogos Olímpicos    | Jogos Olímpicos        | Jogos Olímpicos   | Jogos Olímpicos         |
| Ano                | Lugar                  | Medalha           | Competição              |
| ------------------ | ---------------------- | ----------------- | ----------------------- |
| 2004               | Atenas ( Grécia)       | Medalha de bronze | Perseguição por equipas |
| Campeonato Mundial |                        |                   |                         |
| Ano                | Lugar                  | Medalha           | Competição              |
| 2004               | Melbourne ( Austrália) | Medalha de bronze | Perseguição por equipas |

## Palmarés

### Estrada
- 2000
  - 1 etapa do Grande Prêmio CTT Correios de Portugal

- 2002
  - Volta à La Rioja, mais 1 etapa

- 2004
  - 1 etapa do G. P. International MR Cortez-Mitsubishi

- 2005
  - 1 etapa da Volta a Castela e Leão

- 2006
  - G. P. Cristal Energie
  - 1 etapa da Volta a Burgos

- 2007
  - 1 etapa da Volta a Leão

### Pista
- 2004
  - 3.º no Campeonato do Mundo Perseguição por equipas (fazendo equipa com Carlos Castaño, Sergi Escobar e Asier Maeztu) 
  - 3.º no Campeonato Olímpico Perseguição por equipas (fazendo equipa com Carlos Castaño, Sergi Escobar e Asier Maeztu)

- 2006
  - Campeonato da Espanha Pontuação  
  - Campeonato da Espanha Perseguição por Equipas (fazendo equipa com Sergi Escobar, Sebastián Franco e Antonio Miguel Parra)  
  - Campeonato da Espanha Americana (fazendo casal com Antonio Miguel)

- 2007
  - Campeonato da Espanha Perseguição por Equipas (fazendo equipa com Sergi Escobar, Antonio Miguel Parra e Albert Ramiro)

- 2009
  - Campeonato da Espanha Perseguição por Equipas (fazendo equipa com Sergi Escobar, Carlos Ferreiro e Antonio Miguel Parra)

## Resultados em Grandes Voltas
| Corrida | Corrida         | 2000 | 2001  | 2002 | 2003 | 2004 | 2005 | 2006 | 2007 | 2008 | 2009 |
| ------- | --------------- | ---- | ----- | ---- | ---- | ---- | ---- | ---- | ---- | ---- | ---- |
|         | Giro d'Italia   | —    | —     | —    | —    | —    | —    | —    | —    | —    | —    |
|         | Tour de France  | —    | —     | —    | —    | —    | —    | —    | —    | —    | —    |
|         | Volta a Espanha | —    | 117.º | 73.º | 41.º | Ab.  | —    | —    | —    | —    | —    |

―: Não participa

Ab.: Abandono

## Equipas
- - Costa de Almería (2000-2004)
  - Jazztel-Costa de Almería (2001-2002)
  - Paternina-Costa de Almería (2003)
  - Costa de Almería-Paternina (2004)
  - Cataluña-Angel Mir (2005)
  - Viña Magna-Cropu (2006-2007)
  - Extremadura-Spiuk (2008)
  - Andorra-Grandvalira (2009)